# Bombus soroeensis
Джміль мінли́вий (лат. Bombus soroeensis) — вид перетинчастокрилих комах з роду Джмелі.
Особливістю виду є те, що всі три бічних вічка розташовані на одній лінії на рівні верхнього краю складних очей.

## Омонімія вернакулярної назви
Джмелем мінливим називають два види роду Bombus: 
- Bombus humilis[4],[5];
- Bombus soroeensis[6].

## Видовий епітет
Видовий епітет soroeensis походить від назви столиці Зеландії - міста Соро, де учень Карла Ліннея, данський ентомолог Йоганн Християн Фабрицій, вперше виявив цей вид. Отже, коректною вернакулярною назвою Bombus soroeensis є джміль сорський.

## Поширення
В Україні вид зустрічається в Лівобережному Лісостепу і на Київському Поліссі. Ареал охоплює також Південну та Центральну Європу.

## Охорона
Заходи охорони не здійснювалися. В місцях виявлення особин виду слід створювати заказники.
У 2-му виданні Червоної книги України (1994) вид мав природоохоронний статус — 2 категорія. У 2009 році вид був виключений з Червоної книги України через відновлення його чисельності до безпечного рівня.